# La Peyratte
La Peyratte település Franciaországban, Deux-Sèvres megyében. Lakosainak száma 1113 fő (2022. január 1.). La Peyratte Gourgé, La Chapelle-Bertrand, Châtillon-sur-Thouet, La Ferrière-en-Parthenay, Lhoumois, Oroux, Parthenay, Saurais és Viennay községekkel határos.

## Népesség
A település népességének változása:
| Lakosok száma | 1143 | 1163 | 1218 | 1171 | 1154 | 1137 | 1119 | 1114 | 1113 |
|               | 2013 | 2015 | 2016 | 2017 | 2018 | 2019 | 2020 | 2021 | 2022 |